# 虫宿温剑水蚤
虫宿温剑水蚤（学名：[Thermocyclops vermifer] 错误：{{Lang}}：文本有斜体标记（帮助））为剑水蚤科温剑水蚤属的动物。分布于印度以及中国大陆的四川、云南、江西、湖南、湖北、浙江、山东、河北、天津等地，属于浮游性种类。其多生活于各种不同类型的水域中。